# Zemianske Podhradie
Zemianske Podhradie je naseljeno mjesto u okrugu Nové Mesto nad Váhom u  Trenčínskom kraju u Slovačkoj.

## Stanovništvo
| Godina:     | 1993. | 2003.   | 2013.   | 2023.   |
| ----------- | ----- | ------- | ------- | ------- |
| Broj ljudi: | 813   | 790     | 770     | 767     |
| Razlika:    |       | -2,82 % | -2,53 % | -0,38 % |

| Godina:     | 2022. | 2023.   |
| ----------- | ----- | ------- |
| Broj ljudi: | 764   | 767     |
| Razlika:    |       | +0,39 % |

Prema podacima o broju stanovnika iz 2023. godine naselje je imalo 767 stanovnika.

## Vanjske poveznice
|  | Zajednički poslužitelj ima još gradiva o temi Zemianske Podhradie |

- Službena stranica naselja (sl.)